# كارل هاينز برغر
كارل هاينز برغر (و. 1904 – 1988 م) هو مدرس، وضابط من الإمبراطورية الألمانية، وألمانيا النازية، وألمانيا الغربية، ولد في غوسترو، كان عضوًا في الحزب النازي، شارك في انقلاب بير هول، كان عضوًا في كتيبة العاصفة، وشوتزشتافل، ويحمل رتبة عسكرية عقيد، توفي في كارلوفي فاري، عن عمر يناهز 84 عاماً.

## التعليم
تعلم في جامعة بوتسدام
.

## الخدمة العسكرية
خدم في شوتزشتافل.

## جوائز
حصل على جوائز منها:

شارة الحزب الذهبية